# Роджерс (округ, Оклахома)
Шаблон:StateAbbr_ 36°22′ пн. ш. 95°36′ зх. д. / 36.37° пн. ш. 95.6° зх. д.
Округ  Роджерс (англ. Rogers County) — округ (графство) у штаті  Оклахома, США. Ідентифікатор округу 40131.

## Історія
Округ утворений 1907 року.

## Демографія
За даними перепису 
2000 року 
загальне населення округу становило 70641 осіб, зокрема міського населення було 30199, а сільського — 40442.
Серед мешканців округу чоловіків було 34752, а жінок — 35889. В окрузі було 25724 домогосподарства, 20091 родин, які мешкали в 27476 будинках.
Середній розмір родини становив 3,1.
Віковий розподіл населення поданий у таблиці:
| Стать    | До 15 років | 15-21 | 22-29 | 30-39 | 40-49 | 50-65 | 65-85 | Понад 85 |
| -------- | ----------- | ----- | ----- | ----- | ----- | ----- | ----- | -------- |
| Чоловіки | 8448        | 3543  | 2808  | 5064  | 5394  | 5897  | 3369  | 229      |
| Жінки    | 8153        | 3464  | 2982  | 5342  | 5611  | 5974  | 3759  | 604      |

## Суміжні округи
- Новата — північ
- Крейг — північний схід
- Мейз — схід
- Вагонер — південь
- Талса — південний захід
- Вашингтон — північний захід

## Виноски
1. ↑  U.S. Decennial Census. United States Census Bureau. Процитовано 22 лютого 2015.
2. ↑  Historical Census Browser. University of Virginia Library. Архів оригіналу за 11 серпня 2012. Процитовано 22 лютого 2015.
3. ↑  Forstall, Richard L., ред. (27 березня 1995). Population of Counties by Decennial Census: 1900 to 1990. United States Census Bureau. Процитовано 22 лютого 2015.
4. ↑  Census 2000 PHC-T-4. Ranking Tables for Counties: 1990 and 2000 (PDF). United States Census Bureau. 2 квітня 2001. Процитовано 22 лютого 2015.
5. ↑  State & County QuickFacts. United States Census Bureau. Архів оригіналу за 15 травня 2001. Процитовано 12 листопада 2013.(англ.) Наведено за англійською вікіпедією.
6. ↑  American FactFinder. Бюро перепису населення США. Архів оригіналу за 26 лютого 2012. Процитовано 31 січня 2008.

| США | Це незавершена стаття з географії США. Ви можете допомогти проєкту, виправивши або дописавши її. |